# Clubiona bashkirica
Clubiona bashkirica là một loài nhện trong họ Clubionidae.
Loài này thuộc chi Clubiona. Clubiona bashkirica được miêu tả năm 1992 bởi Mikhailov.